# Robert Usher
Robert Usher, nato Robert Beneke Usher (Missouri, 27 febbraio 1901 – Tehama County, 23 giugno 1990), è stato uno scenografo statunitense.

## Biografia
Ha preso parte a circa 50 film tra il 1933 ed il 1950. È stato candidato per tre volte ai Premi Oscar nella categoria migliore scenografia: nel 1941, nel 1942 e nel 1945.

## Filmografia parziale
- Rivelazione (Now and Forever), regia di Henry Hathaway (1934)
- Desiderio (Desire), regia di Frank Borzage (1936)
- L'ottava moglie di Barbablù (Bluebeard's Eighth Wife), regia di Ernst Lubitsch (1938)
- Incatenata (The Chase), regia di Arthur Ripley (1946)